# 哈米尔卡·巴卡
哈米尔卡·巴卡（拉丁語：Hamilcar Barca，布匿語：𐤕𐤓𐤒𐤋𐤌𐤇‬ ；前275年—前228年），古迦太基将军、政治家，迦太基在西班牙的开拓者，他的前一个名字“哈米尔卡”在迦太基人中是一个很普遍的名字，意思是“美刻尔的兄弟”；“巴卡”在腓尼基语中的意思则是“闪电”。他是巴卡家族的第一代领袖，其本人颇有军事才能，三个儿子汉尼拔、哈斯德鲁巴和马戈也均为将領。哈米尔卡在第一次布匿战争中脱颖而出，随后开始经略西班牙，在他的手中，迦太基的西班牙殖民地不断扩大，但前228年他同当地部落的一次战斗中遇伏身亡。哈米尔卡·巴卡曾要求汉尼拔在他面前发下要终身与罗马为敌的誓言。

## 早年
哈米尔卡生于迦太基的一个贵族家庭，其家族掌管迦太基的外交事务，有签定和约之权。在第一次布匿战争晚期，形勢对迦太基不利。哈米尔卡自前247年起率领一支由多国雇佣军组成的小部队驻守西西里岛。他以亚历山大大帝和皮洛士为模范，打造出了一支多兵种互相配合的强军。他率领这支军队对布林迪西等地进行了袭扰，并多次击败了罗马共和国的军队。罗马被迫组建舰队，绕过西西里直接进攻迦太基本土，最终迫使迦太基求和。前241年，根据和约，哈米尔卡不得不率军放弃西西里岛，回到迦太基。
在西西里岛时，哈米尔卡对雇佣军许以巨额酬金，回国之后，哈米尔卡被撤换，其军队得不到酬金，又因失去了统帅，发起了兵变，史称佣兵战争或无道战争（Truceless war）。迦太基被迫重新起用哈米尔卡。他使用攻心战术，以自身威望招纳敌军，并对拒绝投降者加以残酷镇压，最终在前237年平定了兵变。在此期间，罗马趁火打劫，占领了原属迦太基的科西嘉岛和撒丁岛，并勒索了大笔赔款。

## 侵略西班牙
为了阻止哈米尔卡在迦太基获得独裁地位，以伟人汉诺为首的迦太基贵族同意他招募一支新军，对努米底亞发动战争。但是，在向西击败努米底亚人，并打到海格力斯之柱，哈米尔卡同其女婿哈斯德鲁巴突然率军渡过直布罗陀海峡，北上进入伊比利亚半岛，开始经略西班牙。在西班牙，一方面，哈米尔卡运用外交手段，比如让哈斯德鲁巴和汉尼拔兄弟都娶了凯尔特部落首领的女儿为妻，通过联姻的办法拉拢西班牙当地的凯尔特人部落。另一方面，通过军事征服，向当地土著要求人质等办法，不断扩大迦太基在西班牙的势力。经过八年的征战，将迦太基在西班牙的几个相互孤立的贸易据点连成一片，建立了新迦太基为后方基地。他将西班牙所得的财富分成三份，一份赏赐给士兵，一部分上交迦太基国库，另一部分用作他在迦太基国内政坛的活动资金，结交朋党，确保自己在国内的地位。

## 逝去

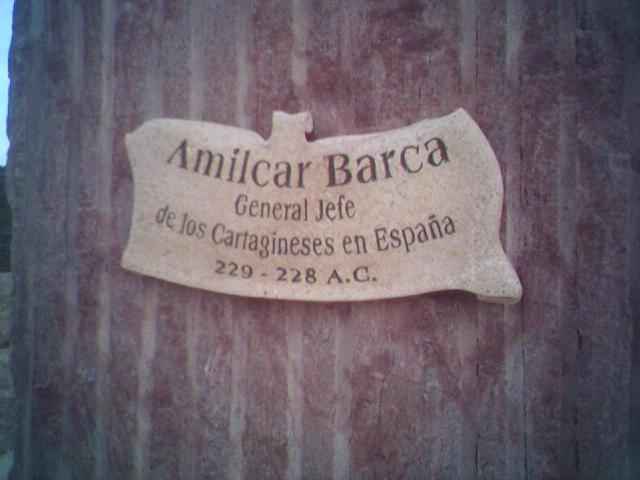
纪念哈米尔卡阵亡的纪念牌

随着哈米尔卡在西班牙势力的扩张，西班牙当地的一些国王和酋长联合起来对付哈米尔卡。前228年，迦太基军队进入塔古斯河与杜利乌斯河之间的地区，同当地部落发生了一次战斗，敌人驱赶许多牛车，车上载以木材，在哈米尔卡的部属上前交战时，敌人纵火焚车，牛群大惊，奔向迦太基军队，哈米尔卡部队阵型大乱，敌人乘机向前冲杀，哈米尔卡在乱军中被杀。他死后，其女婿美男子哈斯德鲁巴继承了其在西班牙的地位，随后迦太基政府的正式授予他负责西班牙殖民地的权利。

## 家庭

### 儿子
- 汉尼拔·巴卡
- 哈斯德鲁巴·巴卡
- 马戈·巴卡

### 女婿
- 哈斯德鲁巴 (哈米尔卡之婿)

## 传记
- Bagnall, Nigel. . 1990. ISBN 0-312-34214-4.
- Lazenby, John Francis. . Aris & Phillips. 1978. ISBN 0-8061-3004-0.
- Goldsworthy, Adrian. . Cassel Military Paperbacks. 2003. ISBN 0-304-36642-0.
- Baker, G. P. . Cooper Square Press. 1999. ISBN 0-8154-1005-0.
- Lancel, Serge. . Blackwell Publishers. 1999. ISBN 0-631-21848-3.
- Lazenby, John Francis. . Routledge. 2003. ISBN 1-85728-136-5.